# Aeroportul Macaé
Aeroportul Macaé (IATA: MEA, ICAO: SBME) este un aeroport din Rio de Janeiro, Brazilia ce deservește zona Macaé. Aeroportul a fost tranzitat în 2022 de 29.940 de pasageri. A fost numit după zona deservită.
Situat la o altitudine de 2 m, aeroportul dispune de 1 pistă. Este operat de Infraero⁠(d).

## Infrastructură

### Piste
Aeroportul dispune de o singură pistă. Pista 6/24 are suprafața de asfalt și dimensiunile 1.200 m × 30 m. 